# Coelioxys inconspicua
Coelioxys inconspicua là một loài Hymenoptera trong họ Megachilidae. Loài này được Holmberg mô tả khoa học năm 1884.